# Plch lesní
Plch lesní (Dryomys nitedula) je středně velký plch s huňatým ocasem bez koncové štětičky prodloužených chlupů a s celkově žlutohnědým či hnědožlutým zbarvením, pouze břišní strana těla bývá bílá nebo slabě nažloutlá. Na hlavě se táhne od oka k ušnímu boltci tmavý, téměř černý pruh, zvaný uzdička. Ušní boltce jsou malé a zakulacené.

## Stavba těla
Plch lesní je menší než plch zahradní, měří 80 až 130 mm, ocásek je dlouhý 60 až 113 mm. Je zbarvený žlutohnědě či hnědožlutě, břicho bývá bílé nebo žlutobílé. Na hlavě má přes oko k ušnímu boltci černý pruh. Uši jsou malé a kulaté. Hmotnost dosahuje 18–34 g a délka 77–112 mm.

## Výskyt
V Česku se s ním setkáme pouze v moravských horách a vrchovinách (Moravskoslezské Beskydy, Hostýnsko-vsetínská hornatina), jinak osídluje Balkán, kde je neobyčejně hojný, a celou jihovýchodní Evropu až po Kavkaz a Írán. Zatímco v Česku se vyskytuje hlavně ve smíšených a jehličnatých horských lesích, na Balkáně osídluje i čistě listnaté porosty, keři zarostlé meze, vinice i vysloveně suchá místa se sporým křovinným porostem. Nově[kdy?] je zaznamenán výskyt četnější populace v oblasti Doks. Vyskytuje se v oblasti Českého středohoří mezi Litoměřicemi a Ústím nad Labem. Při těžbě dřeva byl objeven i v okolí Velkého a Malého Března na Ústecku, převážně v ovocných stromech (třešních) ve vydlabaných dutinách.

## Způsob života
Také tento plch se ukrývá v hnízdech umístěných v zemi, na stromech i ve stromech a stejně jako ostatní druhy vniká do lesních stavení. Je všežravý, živí se semeny a plody lesních dřevin, na jaře také zelenými výhonky, listy a trávou. 80 % jídelníčku však tvoří potrava živočišná, hmyz, jeho larvy a další bezobratlí.
V severnějších oblastech, například v Česku, zimu přespává (od října do začátku dubna), v jižnějších oblastech je čilý po celý rok.

## Věk
V populaci se nejčastěji vyskytují jednoletí a dvouletí jedinci (z dvou třetin). Jedinci starší tří let jsou zastoupeni od 4% do 9%. Nejvyšší zaznamenaný věk je 5 let.

## Ochrana
V ČR patří mezi chráněné, silně ohrožené druhy.